# Mare de Déu de Montserrat de Cal Prat
L'església de la Mare de Déu de Montserrat és l'església de cal Prat, o Colònia Prat, al municipi de Puig-reig (Berguedà) inclosa en l'Inventari del Patrimoni Arquitectònic de Catalunya.

## Descripció
Església d'una sola nau amb capelles laterals i absis poligonal. La façana està orientada a migdia i emmarca, juntament amb la torre dels propietaris de Cal Prat, una plaça quadrada. Realitzada en un historicisme de clars models renaixentistes, marcats sobretot en la façana (frontó triangular, campanar-templet, òcul i sobretot pels "Almodillados" seguint els esquemes renaixentistes).

## Història
L'Església de la Mare de Déu de Montserrat de la Colònia Prat fou dissenyada quan s'organitzà la Colònia a final de segle xix. L'any 1882 l'església fou acabada. Durant la Guerra Civil l'església va ser malmesa i l'any 1946 acabà la seva restauració tenint sempre present els models originals de l'estil neorenaixentista en què fou dissenyada.

## Goigs a la Mare de Déu de Montserrat de Cal Prat
Existeixen els Goigs de la Verge de Montserrat de la Colónia Prat (1949), fets en honor del cinquantè aniversari de la fundació de l'església de la Mare de Déu de Montserrat de Cal Prat. Van ser editats per la impremta i llibrera Roca de Manresa i aprovats pel bisbe Valentí Comellas i Santamaria el 1930 (la primera edició). Hi ha dos edicions, la primera de la qual inclou escrita la música. A les dues hi ha la mateixa fotografia amb la imatge de la Mare de Déu de Montserrat que es venera a l'església.